# Мэттьюз, Эрин
Э́рин Мэ́ттьюз (англ. Erin Matthews; род. 6 февраля 1973, Портленд, Орегон) — американская актриса

.

## Карьера
С 2006 по 2010 год Мэттьюз играла Карен Канкл в телесериале «Ханна Монтана».

## Личная жизнь
С 2001 по 2003 год Мэттьюз была замужем за актёром Кристианом Кэмпбеллом. С 10 июля 2020 года она замужем за актёром, сценаристом и продюсером Джоном Айдсоном.

## Избранная фильмография
| Год       |   | Русское название      | Оригинальное название | Роль           |
| --------- | - | --------------------- | --------------------- | -------------- |
| 2005      | с | Отчаянные домохозяйки | Desperate Housewives  | Лорен          |
| 2006—2010 | с | Ханна Монтана         | Hannah Montana        | Карен Канкл    |
| 2014—2015 | с | Погоня за жизнью      | Chasing Life          | Памела Дэнвилл |